# Thomas Pulloppillil
Thomas Pulloppilil ( Nadukani, Kerala, Índia, 14 de julho de 1954) é bispo de Bongaigaon.
Thomas Pulloppilil recebeu o Sacramento da Ordem em 6 de abril de 1981.
Em 10 de maio de 2000, o Papa João Paulo II o nomeou Bispo de Bongaigaon. O Arcebispo de Guwahati, Thomas Menamparampil SDB, o consagrou em 20 de agosto do mesmo ano; Os co-consagradores foram o Arcebispo de Imphal, Joseph Mittathany e o Bispo de Tezpur, Robert Kerketta SDB.